# János Kodolányi
János Kodolányi (n. 1899 – d. 1969) a fost un scriitor maghiar.